# Rovke
Rovke (znanstveno ime Soricidae) so družina sesalcev iz reda žužkojedov (Eulipotyphla oz. Insectivora s str.), razširjenih po večjem delu sveta. So majhne živali, podobne mišim, od katerih se navzven ločijo po dolgem, zašiljenem nosu, a jim niso bližnje sorodne, saj ne spadajo med glodavce. V splošnem so rovke talne in zelo aktivne živali, ki se prehranjujejo predvsem z drugimi manjšimi živalmi in mrhovino, nekatere pa tudi z rastlinsko hrano, kot so razna semena in plodovi. Nekatere so prilagojene na delno vodni način življenja in aktivno plavajo v iskanju plena.
Znanih je približno 380 danes živečih vrst v 26 rodovih, s čimer so ena največjih družin sesalcev.

## Telesne značilnosti
Majhne, mišim podobne živali, so prepoznavne zlasti po dolgem, zašiljenem nosu, ki je poln čutilnih dlak, saj sta tip in voh njihova glavna čuta. Oči so majhne, pogosto v veliki meri zakrite z dlako. Vidijo namreč slabo in se ne zanašajo na vid. Prav tako so majhni in včasih neopazni uhlji. Vrste, prilagojene na iskanje plena v vodi, imajo največkrat trde plavalne ščetine okrog nog, tibetanska povodna rovka pa tudi plavalno kožico med prsti. Njihovo zobovje ne raste vse življenje kot pri glodavcih in običajen vzrok smrti je izstradanje zaradi obrabe zob. Rovke imajo namreč visoko stopnjo presnove in morajo stalno jesti, na dan lahko pojedo več kot tehtajo same. Nekatere vrste imajo rdeče zobe zaradi prisotnosti železa v sklenini, ki ojača najbolj obrabi izpostavljene dele zob.
Najmanjša vrsta, etruščanska rovka, zraste manj kot 5 cm v dolžino (brez repa) in tehta komaj dva grama, s čimer je najmanjša znana danes živeča vrsta sesalcev sploh, največja, afriška gozdna rovka, pa doseže skoraj 30 cm v dolžino in težo približno 35 g.

## Taksonomija
Uvrstitev v višjo taksonomsko kategorijo je bila skozi leta predmet mnogih razprav in revizij; tradicionalno so rovke uvrščali v red žužkojedov (Insectivora), ki pa je očitno polifiletski in s tem v sodobni filogenetski klasifikaciji neveljaven takson. Zato so jih sprva oddelili s krti in nekaj sorodnimi skupinami v red Soricomorpha, ki pa ga analize sorodnosti niso zanesljivo podpirale. Še kasneje se je izkazalo, da so njihovi najbližji sorodniki ježi in jih zdaj z njimi ter še nekaterimi sorodnimi družinami združujemo v red Eulipotyphla, red Soricomorpha pa je opuščen kot polifiletski.
Opisanih je približno 380 danes živečih vrst v 26 rodovih, ki jih združujemo v tri poddružine.
Seznam rodov:
- poddružina Crocidurinae
  - Crocidura
  - Diplomesodon
  - Feroculus
  - Paracrocidura
  - Ruwenzorisorex
  - Scutisorex
  - Solisorex
  - Suncus
  - Sylvisorex
- poddružina Myosoricinae
  - Congosorex
  - mišje rovke (Myosorex)
  - Surdisorex
- poddružina Soricinae
  - Anourosorex
  - Blarinella
  - Blarina
  - Cryptotis
  - bobrove rovke (Chimarrogale)
  - Chodsigoa
  - Episoriculus
  - Nectogale
  - Neomys
  - Nesiotites
  - gorske rovke (Soriculus)
  - Megasorex
  - Notiosorex
  - Sorex